# Ладожская военная флотилия
Краснознамённая Ладожская военная флотилия — озёрная флотилия в составе ВМФ СССР.
Базировалась на Ладожском озере и прилегающих водных путях. Существовала в период 1939—1940 годах и 1941—1944 годах в составе Краснознамённого Балтийского флота. Участвовала в Советско-финской и Великой Отечественной войнах.

## История

### Первое формирование
В соответствии с договорами между СССР и Финляндией Советский Союз на 1939 год не имел вооружённых сил на Ладожском озере, по которому проходила на тот момент советско-финская граница. При подготовке к войне, проводившейся во второй половине 1939 года для противодействия финскому ВМФ на Ладоге и поддержки наступления сухопутных войск в прибрежных районах было решено создать на озере военную флотилию.
Флотилия была официально сформирована в октябре 1939 года. Главной базой флотилии был Шлиссельбург, после начала войны корабли базировалась в Саунасаари, ныне бухта Далёкая. Состав: канонерская лодка, два сторожевых корабля, 7 тральщиков, 12 сторожевых катеров, отдельная авиационная эскадрилья из 13 самолётов МБР-2.
Командование флотилии (1-го формирования): командующие — капитан 1-го ранга С. М. Кобыльских (ноябрь—декабрь 1939), капитан 1-го ранга П. А. Трайнин (декабрь 1939 — март 1940), капитан 1-го рангаа М. А. Смирнов (март 1940); военный комиссар — полковой комиссар А. М. Акимов; начальник штаба — капитан 1-го ранга П. А. Трайнин.

### Участие в Советско-финской войне
Первой боевой задачей, поставленной перед флотилией, была высадка десанта в заливе Сортанлакс (Владимирский). С 6 по 23 ноября флотилия осуществляла переброску из Шлиссельбурга в Олонку 75-й стрелковой дивизии. В конце ноября перед флотилией поставили новые задачи: уничтожение финских кораблей на Ладожском озере, недопущение десантов противника, поддержка огнём флангов наступающих 7-й и 8-й армий, уничтожение береговых батарей противника на островах. В полном объёме поставленные задачи флотилия выполнить не смогла: помешала и недостаточная укомплектованность кораблями, и слабое знание командирами театра военных действий, и отсутствие баз, и недостаточная подготовка командного состава. Тем не менее, флотилия поддерживала огнём войска и защищала свою базу. С начала января, когда лёд на озере установился и передвижение кораблей стало невозможно, флотилия выполняла задачи по обороне базы, артиллерийской поддержки правого фланга 13-й армии, разведки (по льду), в целом достигнув главной цели — недопущения выхода противника в тыл наступающим войскам. При налётах на базу флотилии было сбито несколько самолётов противника.

### Между войнами (1940 г.)
2 ноября 1940 г. на базе военной флотилии был сформирован «Отряд учебных кораблей Военно-морских учебных заведений ВМФ СССР». 20 мая 1941 г. приказами наркома ВМФ адмирала Н. Г. Кузнецова флотилия была переформирована в «Военно-морскую учебную базу ВМУЗ ВМФ СССР на Ладожском озере» с главной базой на Валааме и манёвренными базами в Сортавале, Свириеце и Лахденпохье.

### Восстановление
Сразу после начала Великой Отечественной войны приказом народного комиссара обороны СССР от 25 июня 1941 года (день вступления Финляндии в войну) флотилия была воссоздана как боевое формирование Балтийского флота. Управление флотилии формировалось на базе штаба Учебного отряда кораблей Управления военно-морских учебных заведений. Основную массу кораблей флотилии составили мобилизованные и вооружённые суда Северо-Западного речного пароходства. Так, весь состав дивизиона канонерских лодок являлся вооружёнными самоходными шаландами типа «Бира» (6 единиц), дивизиона тральщиков — грузовыми буксирами типа «Ижорец», в полном составе — отряд транспортов флотилии (9 вымпелов) и 4 вспомогательных судна. Часть боевых катеров поступила от Балтийского флота.
Материальная часть учебной базы была усилена кораблями из состава Балтийского флота. Флотилия насчитывала 6 канонерских лодок, 2 сторожевых корабля, 2 бронекатера, 8 сторожевых катеров, 13 тральщиков. Помимо этого в её состав входили транспортные и вспомогательные суда, артиллерийский и зенитный дивизионы. Позднее в состав флотилии вошли 2 торпедных катера, катера-тральщики, сторожевые катера типа МО («малый охотник»), большое количество малых катеров КМ (катер с экипажем из 4 человек, вооружение — один пулемёт), после 1943 года — малые подводные лодки М-77 и М-79. Было увеличено количество транспортных судов. В апреле 1942 года под управление командующего флотилией был отдан флот Северо-Западного речного пароходства (хотя фактически транспортные суда этого флота использовались в операциях флотилии ещё в августе — сентябре 1941 года).
Главная база флотилии сначала располагалась в Сортанлахти (сейчас Владимировка), затем, по мере продвижения противника, переносилась. С 28 августа базой был Шлиссельбург, с 8 сентября — Новая Ладога. Кроме того, использовалась Осиновецкая военно-морская база.

Приказом главнокомандующего северо-западного направления К. Е. Ворошилова от 10 августа 1941 года перед флотилией была поставлена задача:
… обеспечить полное господство наших сил над всем Ладожским озером, уничтожив все плавсредства противника; не допускать впредь создания каких-либо сил на воде и закрепления противника на берегу.
Но этот приказ был совершенно нереалистичен: противник уже вышел к Ладоге и продолжал наступление по западному и восточному берегу, а вскоре начал брать под контроль и прибрежные острова.
7 августа 1941 года на основе Онежской военно-морской базы Ладожской военной флотилии приказом заместителя наркома Военно-морского флота СССР Исакова И. С. была образована Онежская военная флотилия.

### Лето 1941 — весна 1942
Пытаясь остановить продвижение противника по восточному берегу Ладожского озера, советское командование решило нанести десантный фланговый удар, высадив десант на острова Лункулансаари и Мантсинсаари. Десант был высажен с кораблей Ладожской флотилии 24 июля на Лункулансари и 26 июля на Мантсинсаари, но задачу по захвату и удержанию островов выполнить не смог. 27 июля остатки десанта, понёсшего большие потери, были эвакуированы. Тем не менее, даже кратковременное отвлечение войск противника было важным подспорьем для частей 7-й армии.
Летом 1941 года суда флотилии постоянно поддерживали огнём войска, отступавшие по берегам Ладожского озера, а также обеспечили эвакуацию стрелковых дивизий, прижатых противником к озеру. Эвакуация проводилась очень оперативно. Так, при эвакуации 168-й стрелковой дивизии удалось вывезти не только личный состав, но и бо́льшую часть вооружения и техники, включая даже гаубичную артиллерию. По словам адмирала Исакова, «в этой операции впервые в настоящую войну и, очевидно, впервые в истории были зарегистрированы раненые и убитые на палубах кораблей от миномётного огня с берега». В общей сложности было эвакуировано три дивизии — 23 тысячи человек, 140 орудий, большое количество вооружений и техники.
После того как противник занял значительную часть побережья озера, им были развёрнуты активные действия против Ладожской флотилии. Атаке подверглись острова Валаамского и Западного архипелагов. Длительные ожесточённые бои длились почти месяц, но в конце концов острова пришлось оставить. Остатки гарнизонов были эвакуированы с островов Валаамского архипелага к 10 сентября. Гарнизон острова Рахмансаари снять не удалось. Несмотря на предложения противника сдаться, он сражался до последнего патрона и погиб практически в полном составе.
8 сентября противник занял Шлиссельбург и замкнул кольцо вокруг Ленинграда. С целью деблокирования города была организована операция, в которой принимала участие и Ладожская флотилия. С 19 по 26 сентября в районе Шлиссельбурга с кораблей предпринимались попытки высадки десантов, задача которых состояла в продвижении навстречу войскам 54-й армии, наносившей главный удар для прорыва блокады. Десантная операция оказалась неудачной, Шлиссельбургский десант погиб практически в полном составе. Подготовленная наспех, проводившаяся в плохую погоду, в явно неблагоприятных условиях и при подавляющем превосходстве противника, она лишь отвлекла на себя некоторое количество сил противника. Деблокировать город не удалось. Флотилия понесла потери в кораблях.

### Поддержка блокадного Ленинграда
С момента начала блокады Ленинграда основной задачей Ладожской флотилии стало снабжение города и эвакуация гражданского населения. Базу флотилии перенесли в Новую Ладогу. В районе Осиновецкого маяка началось оборудование портовых сооружений для погрузки и разгрузки судов. К 29 октября 1941 года корабли флотилии проложили по дну Ладожского озера 43 км бронированного многоканального «кабеля жизни», на долгое время ставшего единственным каналом проводной связи блокированного Ленинграда с внешним миром.
В конце октября с западного на восточный берег Ладоги были переброшены две дивизии и бригада морской пехоты. За счёт этих войск удалось задержать наступление противника на Волхов и помешать замкнуть второе кольцо вокруг Ленинграда. Это был критический момент для флотилии: из-за опасности полного окружения был отдан приказ подготовить к уничтожению сооружения базы Новой Ладоги и корабли. В это же время с кораблей флотилии было передано в войска большое количество стрелкового оружия (главным образом, пулемётов) и боеприпасов.

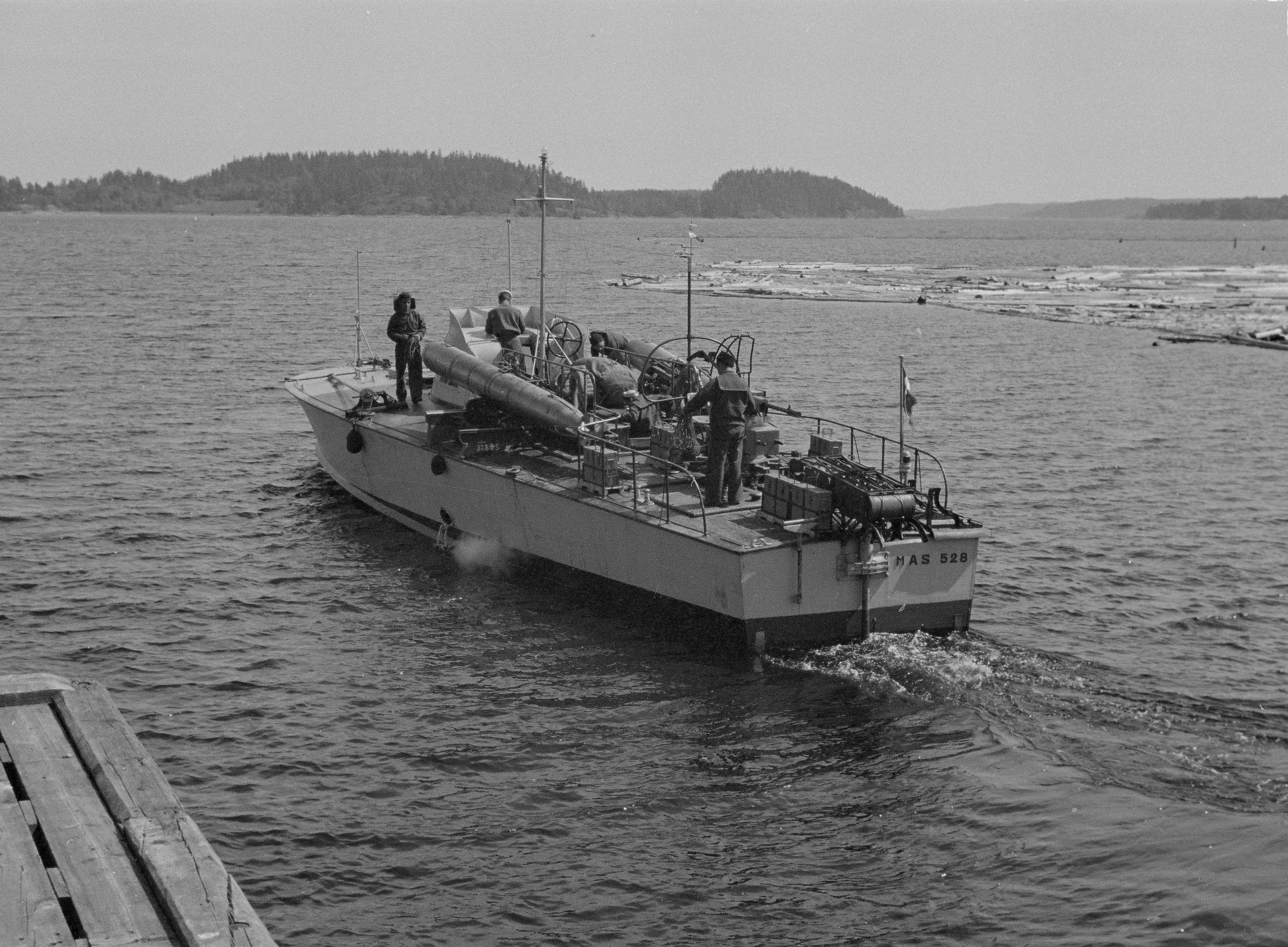
Итальянский торпедный катер MAS 528 (тип MAS 526) на Ладожском озере. Лахденпохья, 18 июня 1942 г. Фото из архива Сил обороны Финляндии (SA-kuva).

До конца ноября корабли флотилии, пробиваясь через лёд, продолжали снабжение Ленинграда и эвакуацию населения. За осень 1941 года водным путём в Ленинград было доставлено 60 000 т груза, в том числе 45 000 т продовольствия, 4500 винтовок, 1000 пулемётов, порядка 10 000 снарядов, более 3 000 000 патронов, более 108 000 мин, около 114 000 ручных гранат. Было эвакуировано около 33 500 жителей. После того, как лёд установился окончательно, военнослужащие Ладожской флотилии участвовали в разведке маршрута, оборудовании и обслуживании автомобильной дороги через Ладогу, которая впоследствии получила название «Дорога жизни». Начавшаяся с апреля 1942 года новая навигация по результатам более чем на порядок превзошла предыдущую — в Ленинград было доставлено более 790 000 т, в том числе 353 000 т продуктов. Эвакуировано из города 503 000 человек, вывезено около 310 000 т промышленного оборудования и имущества. Доставлено в город 286 300 человек пополнения и необходимых специалистов. Всего перевезено в обоих направлениях свыше миллиона тонн.
Вся навигация 1942 года производилась в условиях жёсткого противодействия немецкой авиации, которая кроме охоты за кораблями флотилии, наносила массированные удары группами по 30-50 самолётов по базам погрузки-разгрузки (Осиновец, Кобона, Леднёво и др).

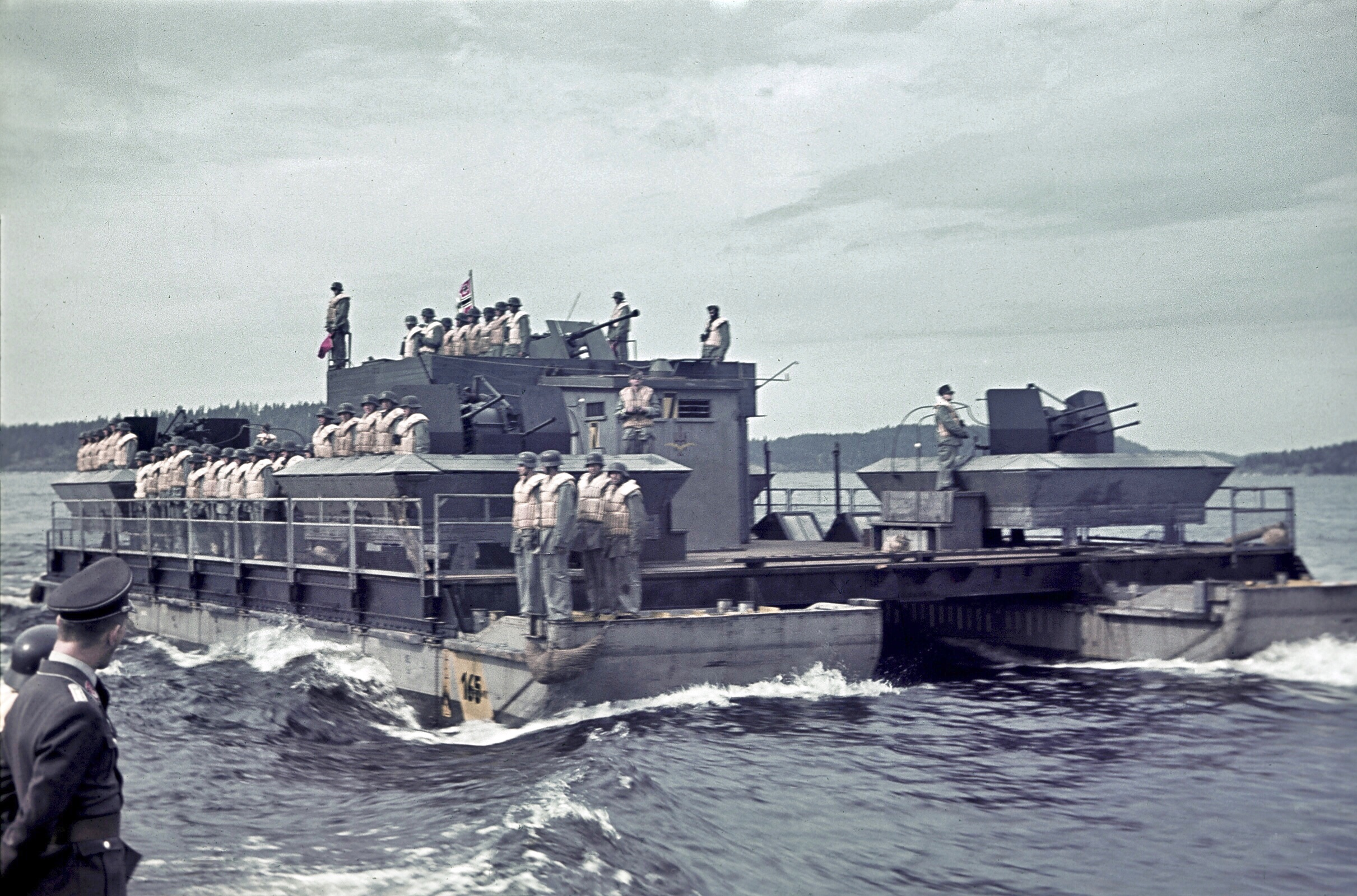
Немецкий лёгкий боевой паром ПВО типа «Зибель». Лахденпохья, северное побережье Ладожского озера. 13 августа 1942 г. Фото из архива Сил обороны Финляндии (SA-kuva).

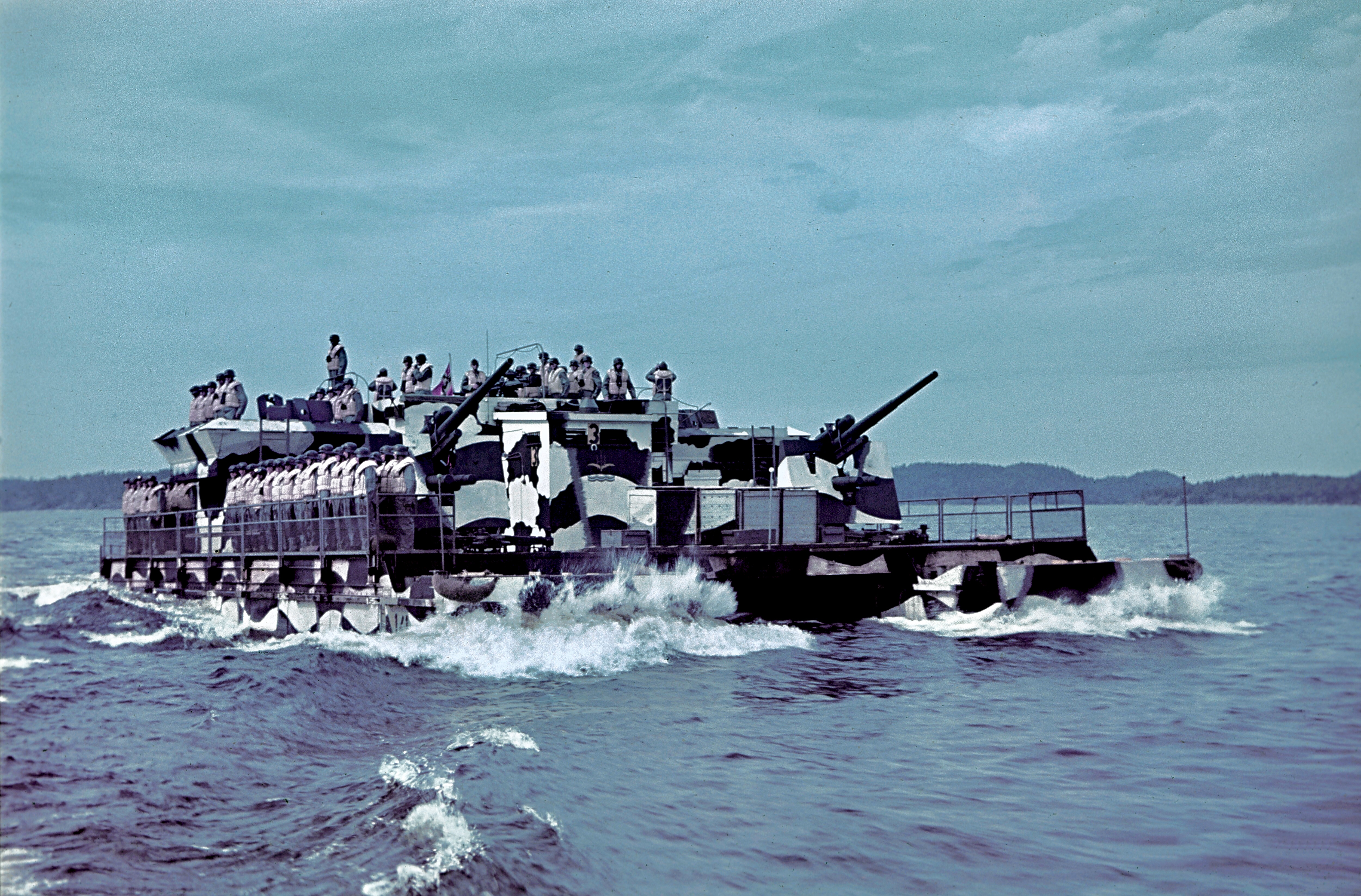
Немецкий тяжёлый боевой паром ПВО типа «Зибель». Лахденпохья, северное побережье Ладожского озера. 13 августа 1942 г. Фото из архива Сил обороны Финляндии (SA-kuva).

Летом 1942 года Ладожской флотилии пришлось столкнуться с флотилией объединённых сил Германии, Италии и Финляндии, сформированной на озере и имевшей целью уничтожение советских боевых кораблей на Ладоге и пресечение доставки грузов в Ленинград. Флотилия противника была отлично укомплектована: её основу составляли самоходные десантные паромы типа «Зибель», вооружённые 88-мм пушками и скорострельными 37-мм и 20-мм зенитными автоматами, быстроходные катера — минные заградители и итальянские торпедные катера. Максимальная численность немецко-финско-итальянской флотилии составляла 21 паром типа «Зибель» (из них 13 боевых паромов ПВО: 7 тяжёлых и 6 лёгких — нем. Schwere Flakkampffähre и Leichte Flakkampffähre соответственно), 8 десантных катеров, 1 канонерская лодка, 6 катеров — минных заградителей КМ и 5 торпедных катеров (из них 4 типа MAS 526 итальянского 12-го дивизиона MAS), 60 катеров связи и иного вспомогательного назначения. Если раньше приходилось отбивать только атаки с воздуха, то теперь на конвои начали нападать боевые корабли противника. Шли тяжёлые бои, обе стороны обстреливали береговые укрепления, высаживали десанты, ставили мины.

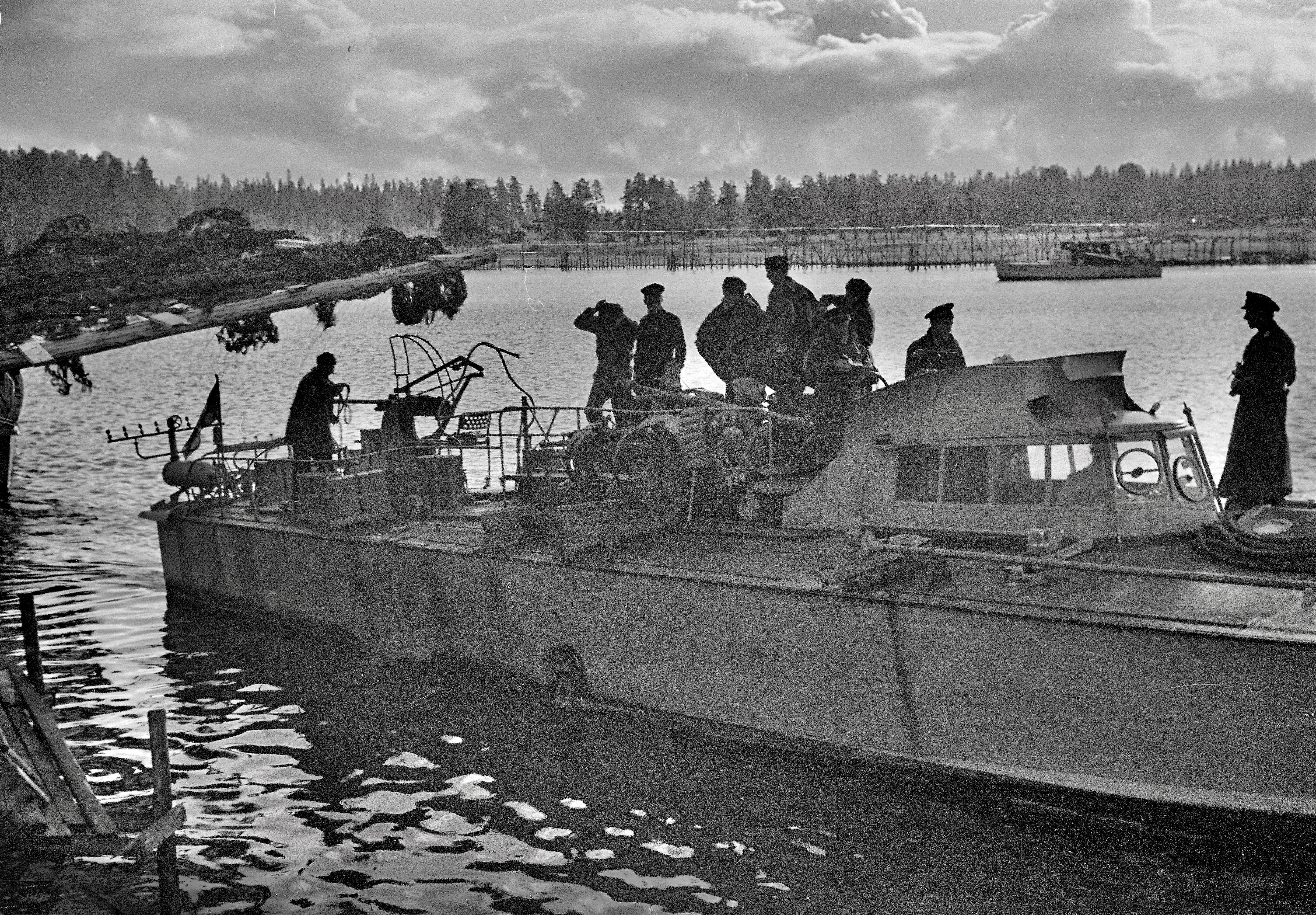
Итальянский торпедный катер MAS последний раз в Сортанлахти (Владимировка), 10 октября 1942 г. Фото Сил обороны Финляндии (SA-kuva).

22 октября 1942 года противник предпринял попытку высадить десант и захватить остров Сухо, лежащий в 37 км от Новой Ладоги. Этот маленький остров был оборудован маяком, наблюдательным постом и артиллерийской батареей, и являлся одним из важных пунктов обеспечения безопасности перевозок в Ленинград. В нападении на Сухо участвовало 23 корабля. Около 7 часов утра по острову был нанесён артиллерийский удар, за которым последовала высадка десанта. Противник имел все шансы на успех — первыми же залпами была уничтожена антенна радиостанции, суммарная огневая мощь кораблей значительно превосходила островную батарею, противодесантное оборудование острова находилось не в лучшем состоянии. С находившегося неподалёку тральщика заметили высадку десанта и сообщили в штаб флотилии. Тральщик и оказавшийся рядом катер-охотник вступили в бой. В 9 часов в бой вступила советская авиация, в 9:30 подошли первые корабли. К полудню нападение на остров было отбито и началось преследование отступающего противника. В результате 16 десантных судов противника были уничтожены, одно — захвачено. Сбито 15 самолётов противника. Наши корабли потерь не имели, в гарнизоне острова Сухо погибло 8 человек, тяжелораненых — 16, легкораненых — 7 человек. Захвачено в плен 6 человек. Важнейшим итогом этого боя стало то, что противник, не добившись цели, понёс серьёзные потери, и боевые возможности его флотилии и моральный дух существенно снизились, снизилась и опасность для перевозок.
В конце ноября, когда ледовый покров уже установился и корабли приступили к ремонту, поступил приказ о продолжении плавания. Подготовка к планировавшемуся на январь наступлению для прорыва блокады требовала переброски войск и вооружений к Ленинграду, а ледовая дорога ещё не могла функционировать из-за слишком малой толщины льда. Лишь с 20 декабря начались перевозки по льду, но и после этого корабли продолжали работу — пропускной способности дороги было мало. Плавание проходило в тяжелейших условиях. Приказ требовал выполнять задачу, не считаясь ни с каким потерями. Доходило до того, что с остановившихся во льду кораблей матросы высаживались на лёд и вручную пробивали дорогу. Плохая погода создавала трудности в навигации, но зато и налётов вражеской авиации не было. Последний караван прибыл к месту назначения 13 января, когда наступление уже началось. Всего за месяц плавания во льдах было перевезено 38000 человек личного состава и около 1300 т вооружения.
Подводя итоги можно сказать, что, из 498 дней блокады, 313 дней снабжение города велось только водным путём по Ладоге. За это время в Ленинград было доставлено 850 000 т грузов, эвакуировано 573 000 человек и доставлено свыше 300 000 человек для пополнения войск.

### Навигация 1943
Прорыв блокады Ленинграда, завершившийся 18 января 1943 года, несмотря на своё огромное военное и политическое значение, на первых порах мало что изменил в деятельности Ладожской флотилии. Пропускная способность единственной железнодорожной ветки, проложенной по суше для снабжения Ленинграда, была недостаточна, по-прежнему продолжались перевозки грузов по ледовой дороге, а с апреля — водным путём.
Помимо обеспечения перевозок, Ладожская флотилия продолжала поддержку сухопутных войск 7-й, 8-й, 23-й и 67-й армий, воюющих в непосредственной близости от озера. Совершенствовалась противодесантная подготовка. Лётчики авиагруппы флотилии активно защищали пути перевозок и базы, по которым противник постоянно наносил авиационные удары. За навигацию произошло 23 боя кораблей Ладожской флотилии с кораблями противника. Несколько судов было потеряно.
Важнейшей задачей, которую в эту навигацию решала флотилия, была переброска войск, предназначенных для операции «Нева-2» — наступления с целью полного деблокирования Ленинграда. Так, была перевезена в Ленинград 2-я ударная армия, которую затем переправили через Финский залив на Ораниенбаумский плацдарм. Перевозки войск продолжались до ноября.

### Навигация 1944
В январе 1944 года, в результате операции «Нева-2» — совместного наступления Ленинградского и Волховского фронтов, поддержанного Балтийским флотом, — Ленинград был полностью деблокирован, значительная часть Ленинградской области освобождена, и перевозки в Ленинград и из него пошли обычными путями — по железным дорогам и рекам области. Перевозки по Ладожскому озеру были прекращены, но Ладожская флотилия продолжала боевую работу всю навигацию 1944 года. Всё также проводилось траление мин, борьба с авиацией противника, наносились удары по прибрежным базам, были столкновения кораблей. Велась разведка на территории, занятой противником, чему очень помогали полученные в 1943 и 1944 годах малые подводные лодки.
21 июня 1944 года началась Свирско-Петрозаводская операция, которую проводили войска 7-й и 32-й Армий при поддержке Ладожской и Онежской флотилий. Операция началась с форсирования реки Свирь. В обеспечении переправы и поддержке войск огнём участвовали бронекатера и тендеры Ладожской флотилии.
Помимо поддержки переправы и наступления войск, Ладожская флотилия в этой операции провела самостоятельно Тулоксинскую десантную операцию — высадку десанта между устьями рек Тулоксы и Видлицы, в тыл противника. Четырёхтысячный десант 70-й морской стрелковой бригады был высажен на рассвете 23 июня и вступил в бой при огневой поддержке кораблей. 24 июня десант вынужден был вести бой без подкреплений и доставки боеприпасов по воде — из-за сильного шторма корабли не могли подойти к берегу. Связь с десантом прервалась, боеприпасы сбрасывали на парашютах. Тем не менее, десанту удалось продержаться до окончания шторма, после чего 25-26 июня подкрепление в составе 3-й бригады морской пехоты было доставлено. Десант оказал значительную помощь наступающим на фронте войскам. В начале августа Свирско-Петрозаводская операция завершилась. В её ходе войска продвинулись на 200—250 км.
Указом Президиума Верховного Совета СССР от 2 июля 1944 года «за образцовое выполнение задания в боях с немецко-фашистскими захватчиками при форсировании реки Свирь, прорыв сильно укрепленной обороны противника и проявленную доблесть и мужество» Ладожская военная флотилия была награждена орденом Красного Знамени, и стала именоваться Краснознамённой Ладожской флотилией.
После подписания перемирия с Финляндией Ладожское озеро снова оказалось целиком в пределах СССР. В таких условиях сохранение военной флотилии на Ладоге было признано излишним, и 4 ноября 1944 года она была расформирована. Корабли с экипажами ушли на Балтику и в составе Балтийского флота участвовали в боевых действиях, в том числе в Моонзундской десантной операции.

## Потери в войне
В течение 1941—1944 годов флотилия потеряла 36 кораблей, в том числе 2 сторожевых корабля, 1 канонерскую лодку, 5 тральщиков, 2 бронекатера, 6 катеров «морской охотник», 8 сторожевых катеров, 3 катера-тральщика, 9 тендеров. Основная доля потерь приходилась на вражескую авиацию (16 кораблей) и береговую артиллерию (11 кораблей). Кроме того, от штормов и льдов погибли 4 корабля, погибли на минах 3, 1 потоплен в морском бою с кораблями врага и 1 погиб от внутреннего взрыва.
Память

Памятный знак погибшим судам флотилии в пос. Ладожское озеро.
Памятник Ладожской флотилии в Шлиссельбурге.

- Памятник на одной из скал полуострова Рауталахти на побережье Ладожского озера[15].

## Состав кораблей флотилии
На 27.07.1941 г.:
- сторожевой корабль (СКР) «Пурга»;

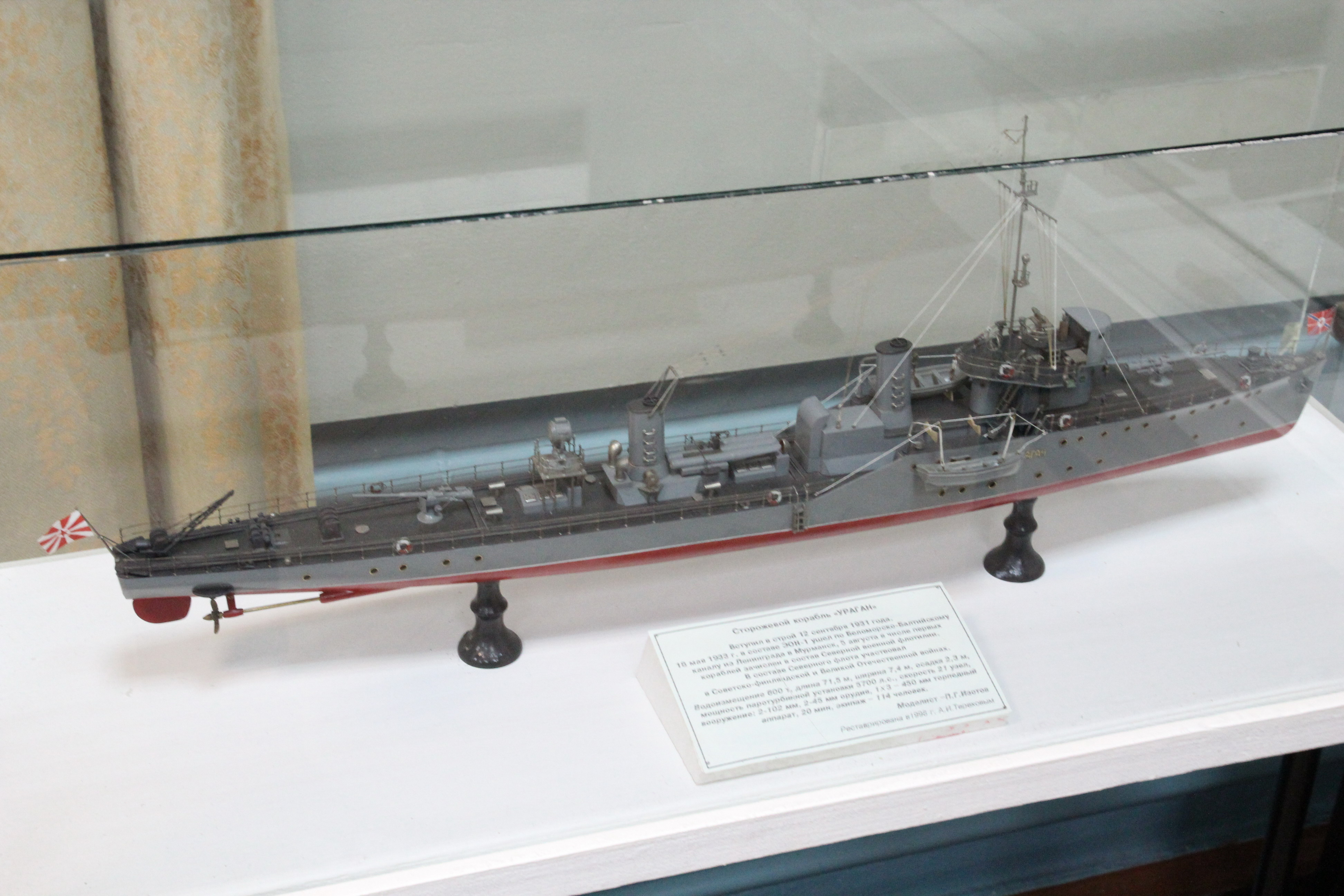
Модель однотипного с «Пургой» сторожевого корабля.

- Дивизион канонерских лодок (капитан 2 ранга Н. Ю. Озаровский):
  - канонерская лодка «Бира»,
  - канонерская лодка «Олекма»,
  - канонерская лодка «Селемжа»,
  - канонерская лодка «Бурея»,
  - канонерская лодка «Нора»;

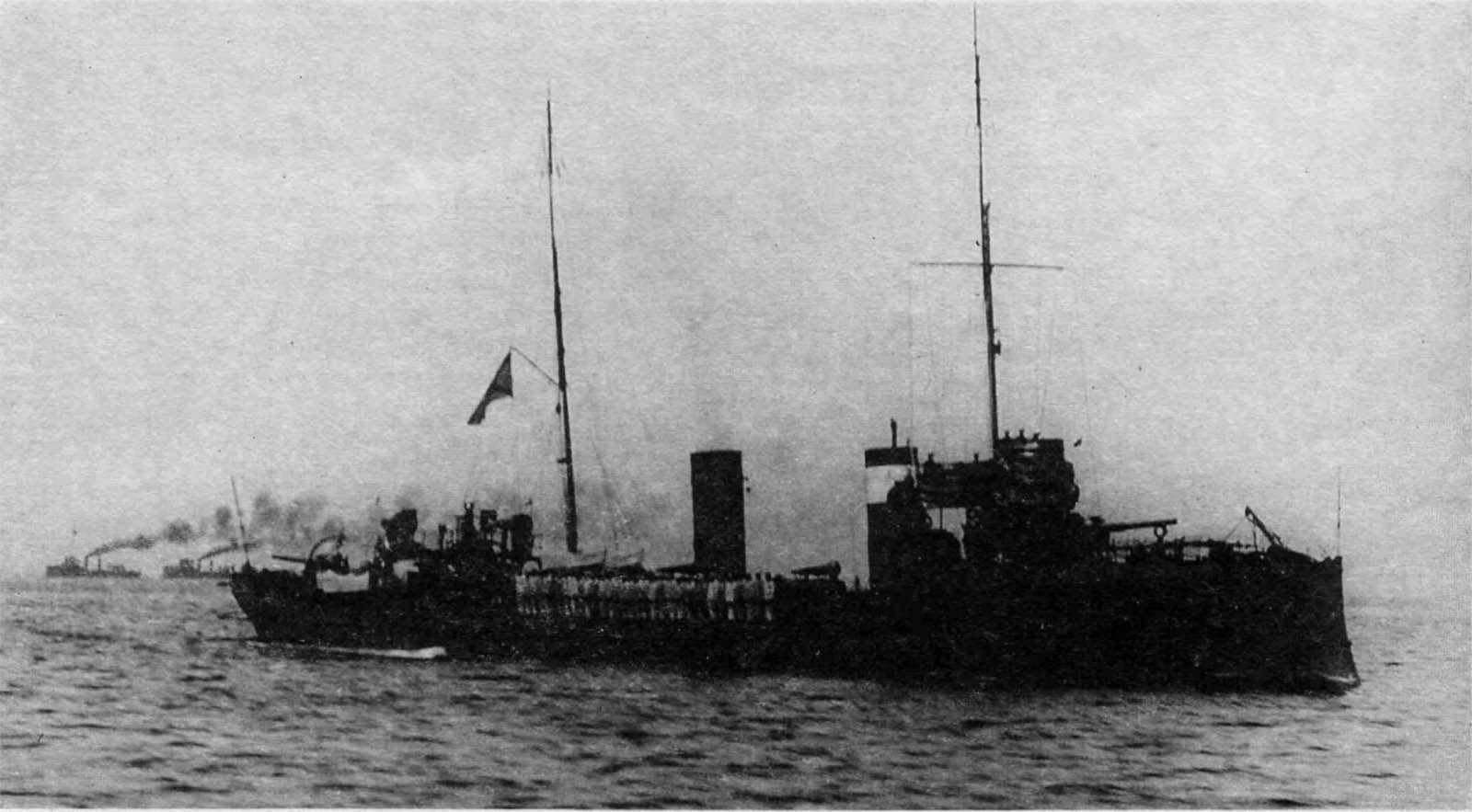
«Сибирский стрелок». 1917 год.

- сторожевой корабль «Конструктор» (бывший эсминец «Сибирский стрелок»; капитан 3 ранга Г. А. Купидонов, комиссар: политрук В. П. Антохин);

- тральщики (ТЩ) типа «Ижорец»:
  - УК-4,
  - № 33,
  - № 35,
  - № 63,
  - № 82;
- катера типа «МО»:
  - № 205 (лейтенант Б. П. Паромов),

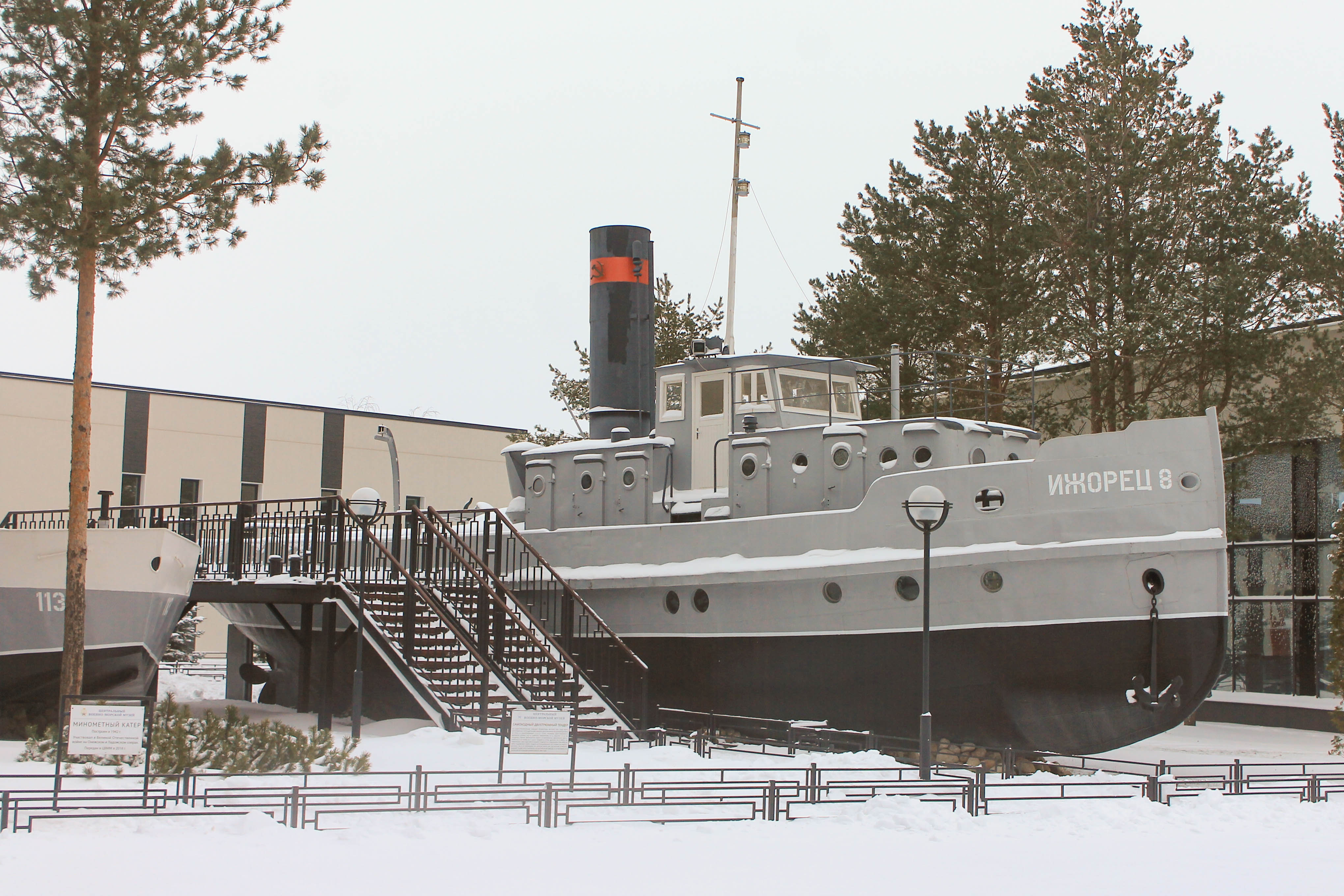
Буксир-памятник типа «Ижорец», 2021 год, музей «Дорога жизни».

  - № 206 (лейтенант И. П. Волошенко),
  - № 261,
  - № 262;

- бронекатера проекта 1124:
  - № 97,
  - № 98,
  - № 99 (лейтенант И. И. Певнев),
  - № 100 (лейтенант Г. А. Бровкин);
- 13-й дивизион катеров-тральщиков:
  - 12 катеров типа «КМ»,
  - 2 катера типа «Р»;

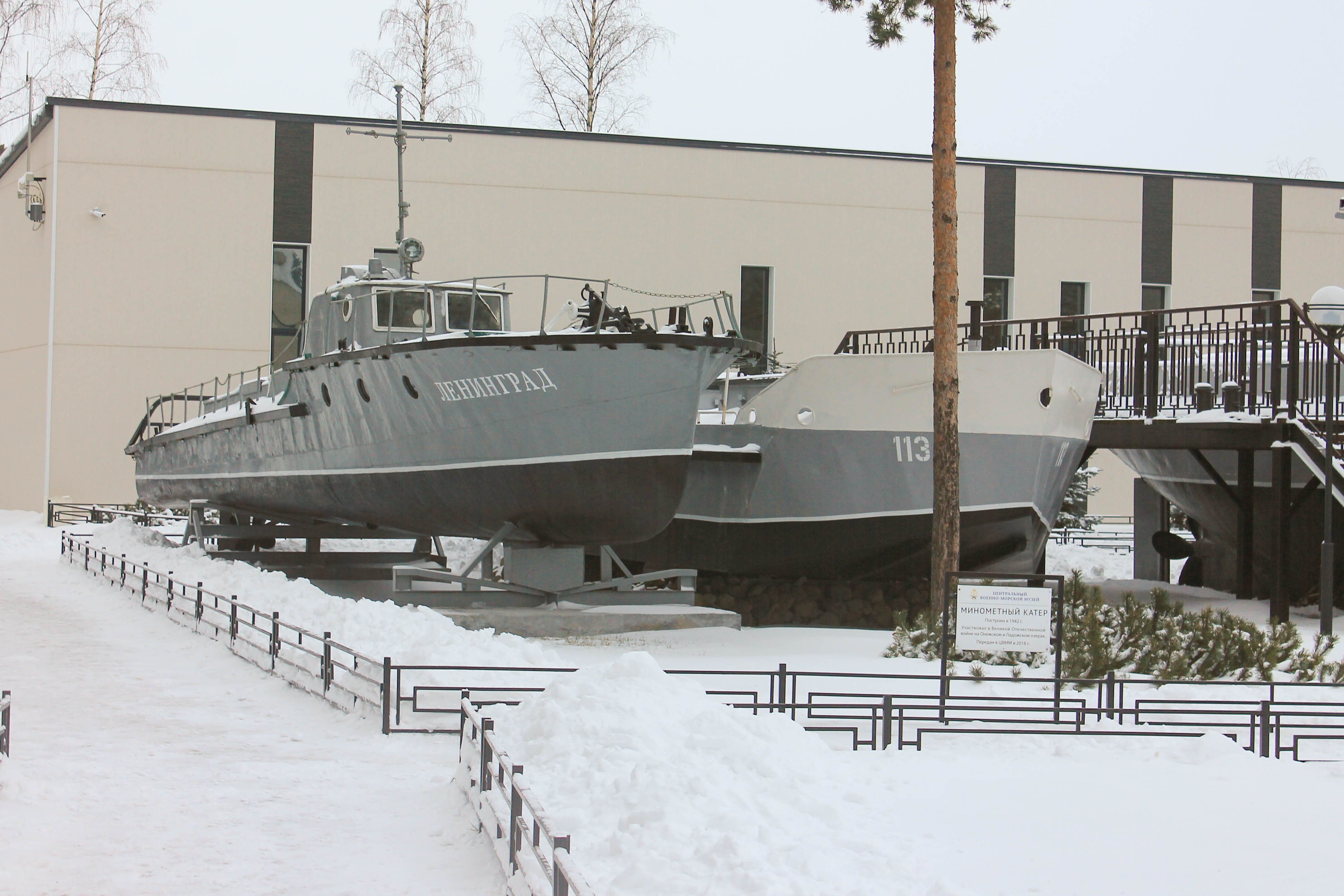
Катер и баржа, 2021 год.

- Отряд катеров охраны Ладожского канала:
  - речные катера:
    - № 5,
    - № 6,
    - № 17,
    - № 21,
    - № 23,
    - № 34,
    - № 36,
    - № 38,
    - № 41,
    - № 5501,
    - № 5504,
    - № 5508;

- суда спецназначения:
  - «Шексна»,
  - «ТЩ-100»,
  - «Ладога»,
  - «Мста»;
- шхуны:
  - «Учёба»,
  - «Практика»;
- озёрный буксир «Морской лев»,

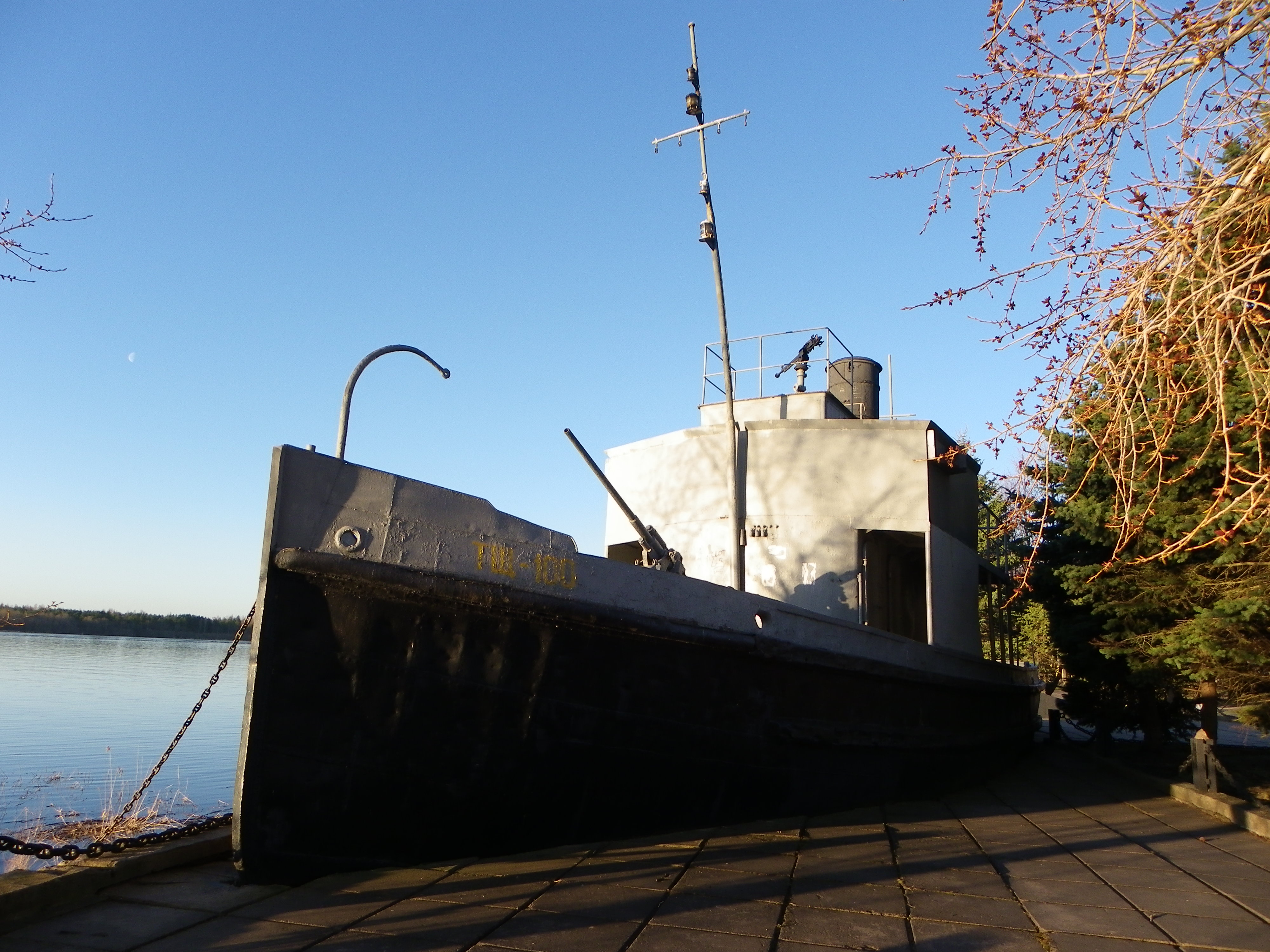
Судно-памятник ТЩ-100 в Новой Ладоге, Мемориал морякам Ладожской военной флотилии.

- озёрный буксир «Орёл» (капитан И. Д. Ерофеев),
- озёрный буксир «Никулясы»,
- озёрный буксир «Буй»,
- озёрный буксир «СЗРП»,
- гидрографическое судно «Сатурн» (старший лейтенант X. Н. Мамян),
- спасательное судно «Сталинец» (с 1943 года командир корабля — старший лейтенант, капитан 3-го ранга — Никандров Анатолий Михайлович)

25 июня 1940 года в состав флотилии были переданы малые подводные лодки «М-77» и «М-79». Перевозка подлодок была осуществлена по железной дороге в июне 1943 года. Исключены из состава Ладожской флотилии 31 августа 1944 года.

## Посты СНИС
- «Сортанлахти»
- «Новая Ладога»
- «Валаам»
- «Шлиссельбург»
- «Коневец»

## Батареи
- 1 батарея 152-мм орудий
- 2 батарея 152-мм орудий

## Командующие флотилией в период Великой Отечественной войны
По списку 1939—1944 годов:
| Период                        | Командующий                                            |
| ----------------------------- | ------------------------------------------------------ |
| 25 июня — 30 июня 1941        | капитан 2-го ранга В. П. Барановский (врио)            |
| 30 июня — 10 июля 1941        | капитан 2-го ранга С. В. Земляниченко (врио)           |
| 10 июля — 25 июля 1941        | контр-адмирал П. А. Трайнин                            |
| 25 июля — 10 августа 1941     | капитан 1-го ранга В. П. Боголепов (врио)              |
| 10 августа — 20 октября 1941  | капитан 1-го ранга, затем контр-адмирал Б. В. Хорошхин |
| 20 октября 1941 — ноябрь 1944 | капитан 1-го ранга, затем контр-адмирал В. С. Чероков  |

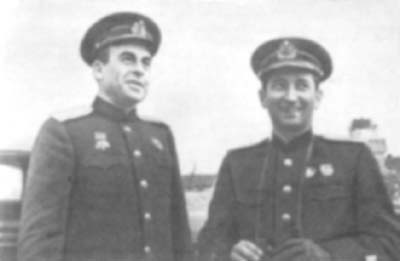
Командующий Ладожской военной флотилией контр-адмирал В. С. Чероков (справа) и заместитель командующего по политической части капитан I ранга Л. В. Серебренников, 1944 год.

4 ноября 1944 года Ладожская флотилия была расформирована.